# Kaplica Bł. Stanisława Papczyńskiego w Podegrodziu
Kaplica Błogosławionego Ojca Stanisława Papczyńskiego — kaplica wzniesiona w 1997 roku, przez Józefa Olszaka i z jego fundacji, znajdująca się w Podegrodziu, w przysiółku Osowie.

## Architektura
Wybudowana z cegły, od po części otynkowana (od frontu i wokół okien), kryta blachą. Prostokątna, zamknięta półkoliście. Szczyt trójkątny, w nim znajdują się trzy wnęki. W górnej umieszczono Grupę Ukrzyżowania, w dwóch dolnych (oszklonych), dwie figurki: Matki Bożej i Chrystusa. Okna zamknięte trójkątnie. Dach dwuspadowy, na którym znajdują się dwie kwadratowe wieżyczki. W pierwszej, poniżej baniastego hełmu, zamiast sygnaturki znajduje się figurka Bł. O. Stanisława Papczyńskiego. Natomiast w drugiej, poniżej czterospadowego daszku, umieszczona jest figurka Chrystusa Frasobliwego.

## Wnętrze
Wewnątrz drewniany ołtarzyk. W jego dolnej części kopia obrazu Leonarda da Vinci - Ostatnia Wieczerza. W centralnym polu malutkie, również drewniane tabernakulum, a wokół niego figurki: Chrystusa i Bł. O. Stanisława Papczyńskiego, krucyfiks oraz liczne ozdoby (kwiaty, świeczniki). Nad ołtarzykiem wznosi się rzeźba Matki Boskiej, a pod nią obraz Bł. Papczyńskiego. Na ścianach znajdują się obrazy Dzieciątka, św. Józefa z Dzieciątkiem oraz lampa wieczna. Nad rzeźbą Matki Boskiej umieszczono Głowę Chrystusa.